# 玉林寺 (台東区)
玉林寺（ぎょくりんじ）は、東京都台東区にある曹洞宗の寺院。

## 歴史
1591年（天正19年）、用山元照によって開山された。1648年（慶安元年）に、幕府より21石8斗の寺領が与えられた。
当寺は周辺の土地を寺領として所有していたため、宗派を問わず、多くの寺が土地を借りて、境内としていた。

## 文化財
- 紙本着色仏涅槃図（台東区有形文化財 平成7年度登載）[2]

## 墓地
- 衣笠南翁（松阪藩儒者）
- 井上文雄（国学者）
- 千代の富士（大相撲力士）
- 河津祐邦
- 青山二郎
- 太田翠陰(儒学者)
- 大友義閭
- 桂文治 (9代目)
- 加太邦憲
- 河津祐之
- 河津暹
- 熊谷登久平(洋画家)
- 佐善雪渓
- 佐善松渓
- 佐善月渓
- 菅野廉山(儒学者)
- 中村蘭林(儒学者)
- 秦檍丸（別名・村上島之允。蝦夷探検家）
- 鼈甲斎虎丸#初代
- 正岡容
- 間宮永好
- 間宮八十子
- 森重都由

## 交通アクセス
- 千代田線根津駅1番出口より徒歩約4分（経路案内）。

## ギャラリー

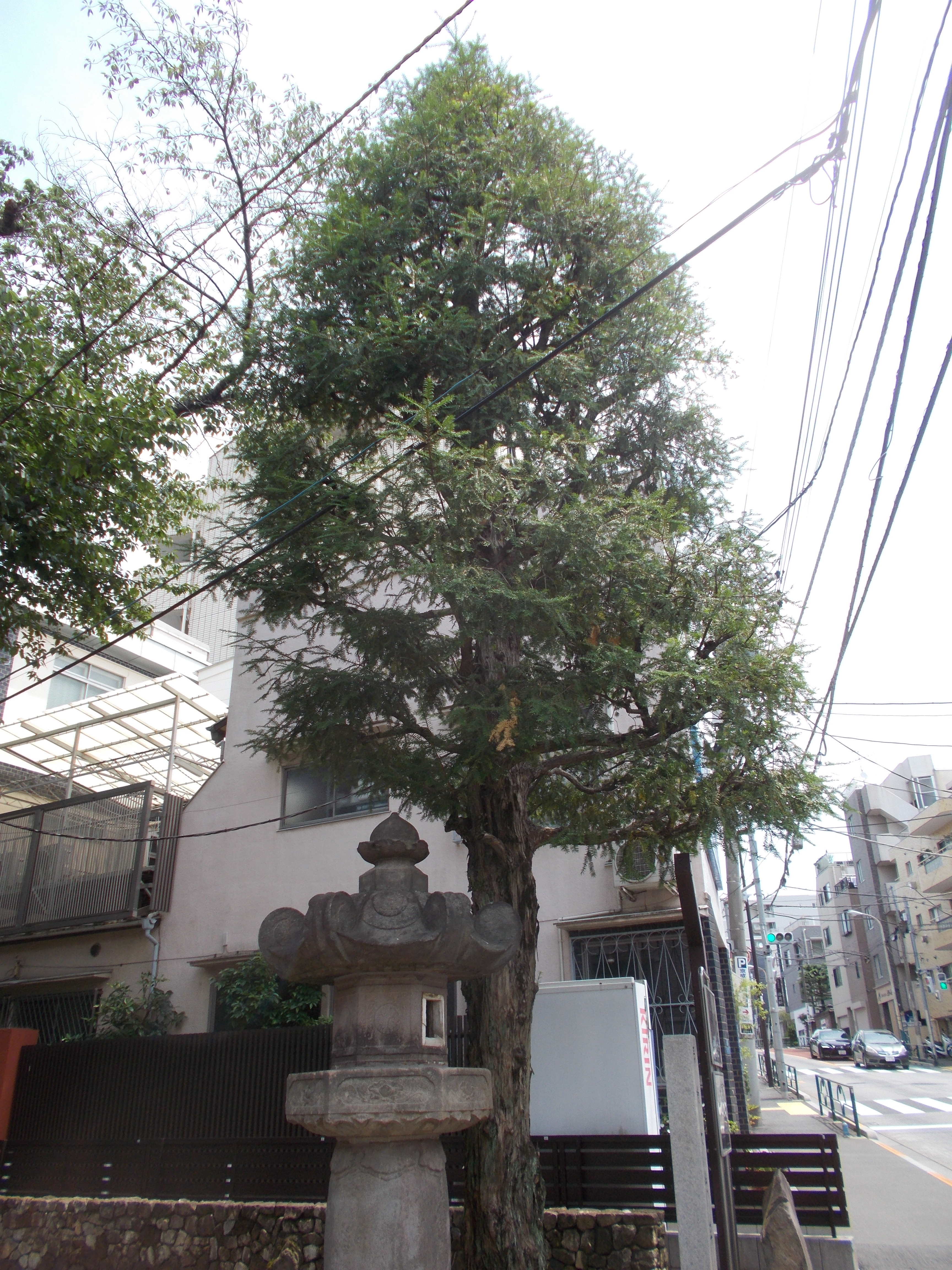
玉林寺のシイ（東京都指定天然記念物）
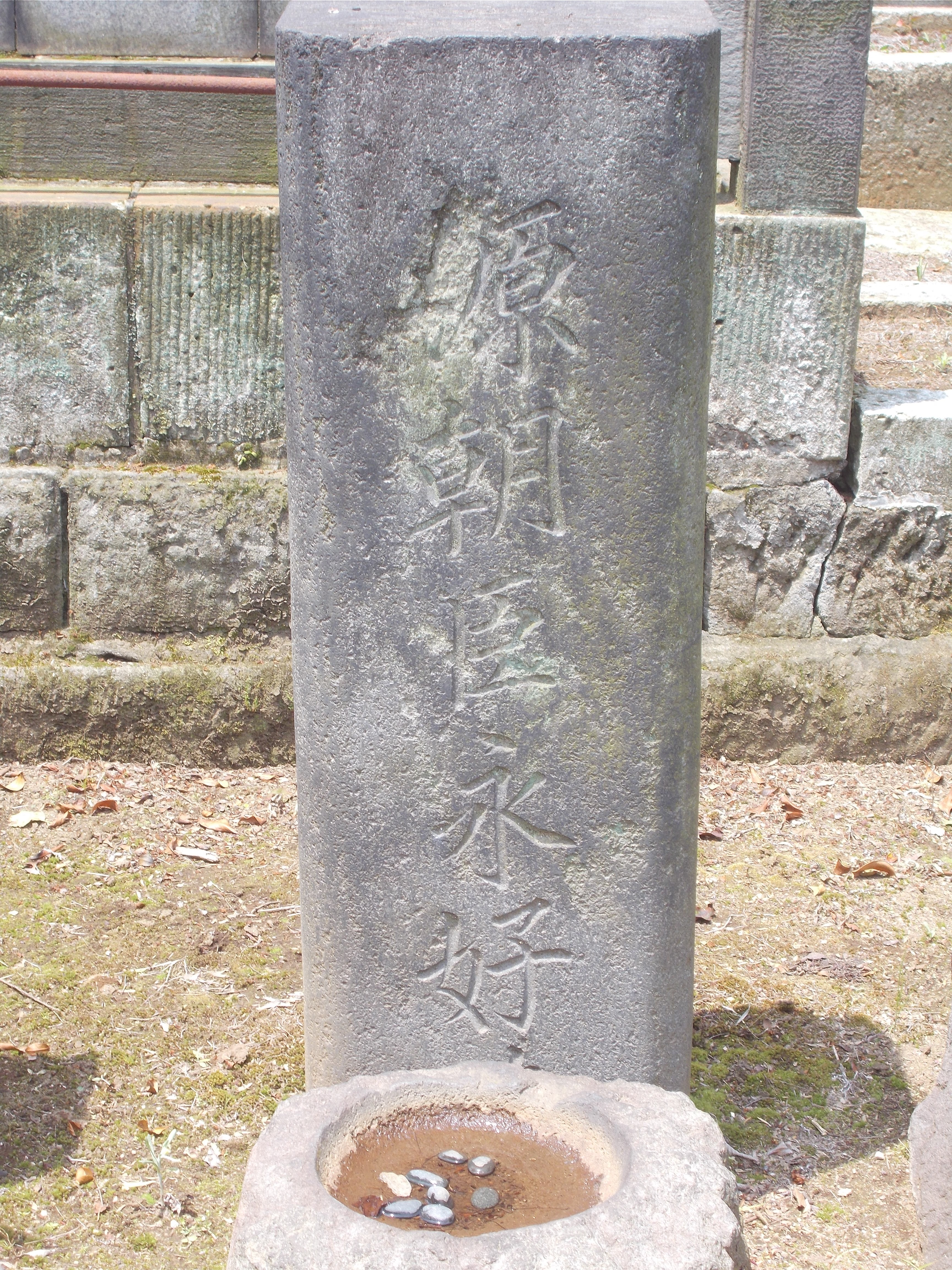
間宮永好の墓
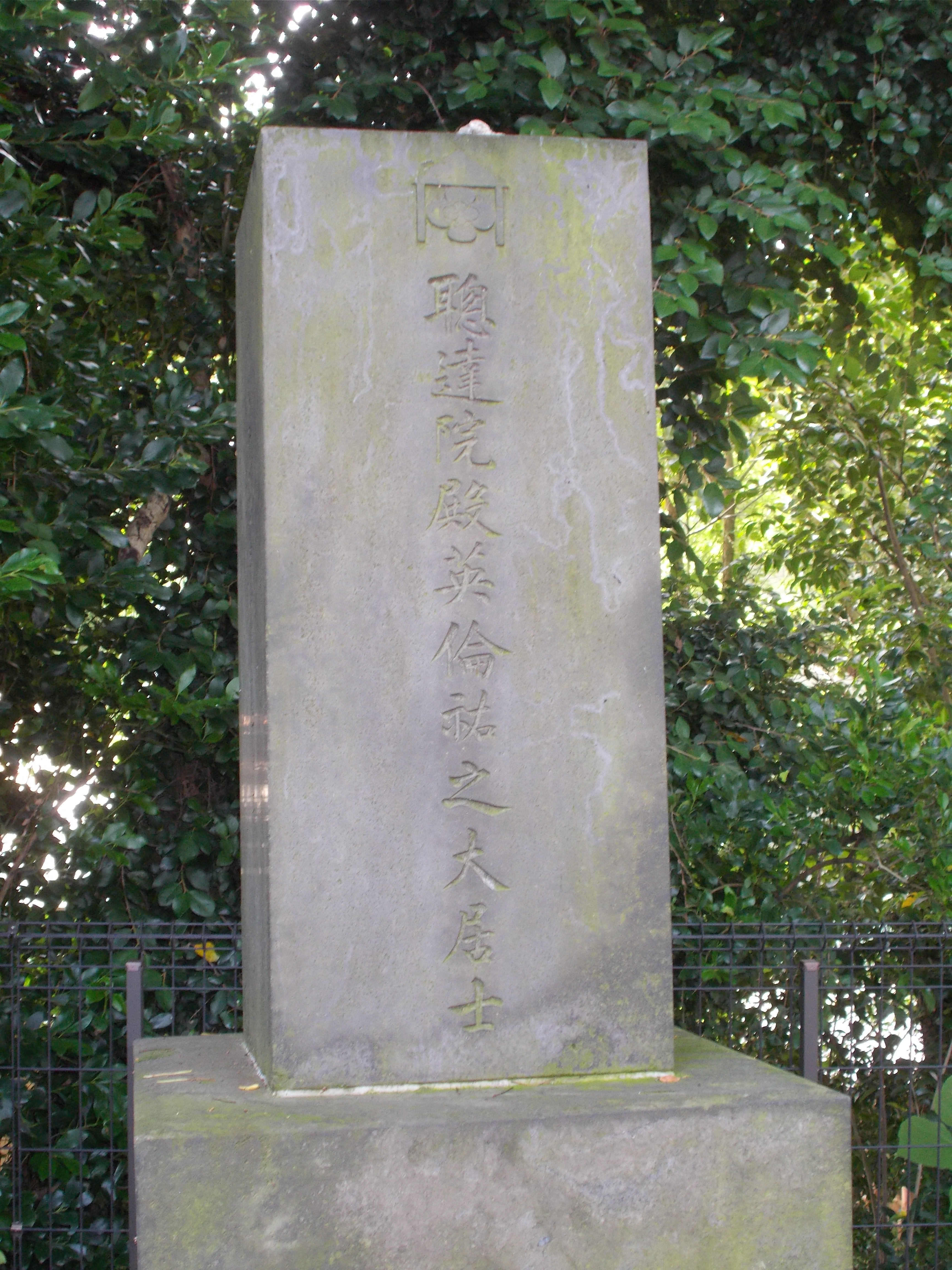
河津祐之の墓
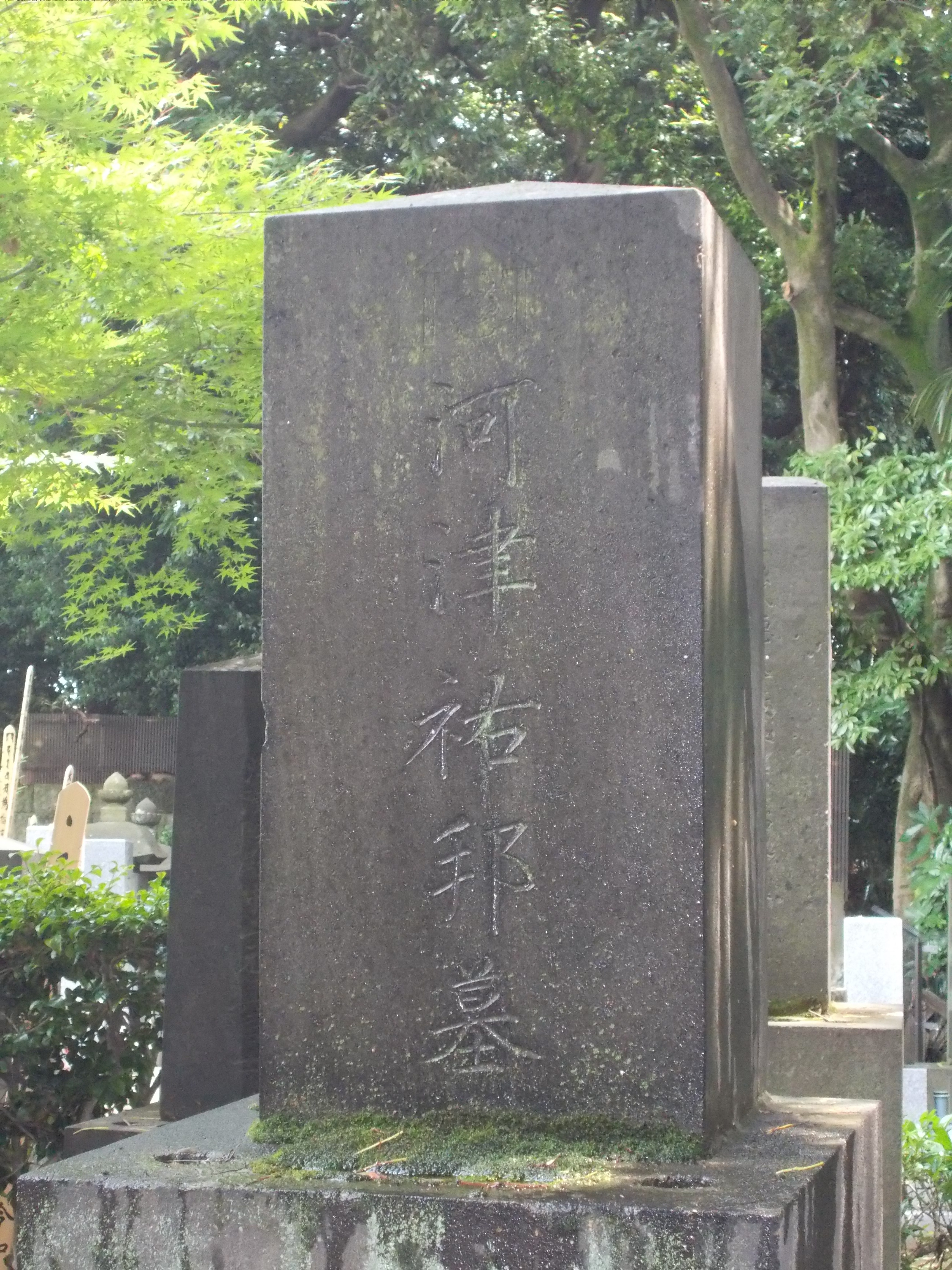
河津祐邦の墓